# Idalus bicolorella
Idalus bicolorella là một loài bướm đêm thuộc phân họ Arctiinae, họ Erebidae.